# Willie and Tim in the Motor Car
Willie and Tim in the Motor Car er en britisk stumfilm fra 1905 af Percy Stow.